# Alfred Döblin

Ludwig Kirchner: Döblin arcképe

Alfred Bruno Döblin (Stettin, 1878. augusztus 10. – Emmendingen, 1957. június 26.) német pszichiáter és író.

## Életpályája
Döblin polgári zsidó családból származott. Apja a szabó és boltos Max Döblin, édesanyja pedig Sophie Freudenheim volt. 12 éves korában apja elhagyta a családot és második feleségével Amerikába emigrált. Anyja 1888-ban Berlinbe költözött. A nehéz anyagi körülmények miatt Döblin csak 1900 szeptemberében érettségizett. A Berlini Egyetem orvostudományi karának lett hallgatója és filozófiát is tanult. 1905-ben doktorált Freiburgban. 1905-től 1930-ig eleinte a pszichiátrián dolgozott, Regensburgban, Freiburg im Breisgauban ill. Berlinben, majd háziorvos is lett (Frankfurter Allee 340.), a berlini Alexanderplatz közelében, ahol 1933-ig praktizált. 1910-től kezdett el íróként is tevékenykedni egy új expresszionista újság számára, amelyet Herwarth Walden alapított „Der Sturm“ címen. Heinrich von Kleist, Friedrich Hölderlin és Friedrich Nietzsche voltak irodalmi és filozófiai példaképei ebben az alkotói időszakban. Az első írók közé tartozott, akik felismerték az új médium, a rádió nyújtotta lehetőségeket. A szintén zsidó származású Erna Reiss (1888–1957) lett a felesége, 1912-ben. A házaspárnak négy gyermeke született. Az első világháborúban Döblin tábori orvos volt, ekkor kezdte el Wallensteinről szóló regényét. A háború után több újságba írt röpiratokat és glosszát, lelkesedett a Nagy Októberi Szocialista Forradalomért, propagálta a szovjet mintájú tanácsköztársaság létrehozását Németországban, agitált a kapitalizmus ellen.
1933-ban menekülnie kellett a nácik elől. 1936-ban francia állampolgár lett, de 1940-ben újra szöknie kellett, ezúttal az Amerikai Egyesült Államokba. De ott sem találta helyét, nem volt sem ünnepelt, de még ismert író sem. Egy rövid ideig volt szerződése ugyan az MGM-mel, de később heti 18 dolláros munkanélküli segélyből tengette életét. Ebben az elszigeteltségben katolikussá keresztelkedett ki, vagyis konvertált. Visszatért Európába, 1945-ben Franciaországba, majd francia tisztként, 1946-ban Németországba. A többi emigránshoz hasonlóan, őt is bizalmatlanság vette körül, elutasításban volt része és már nem tudott érvényesülni. A háború utáni Berlin már más világ volt, mint a 20-as években. Az emigrációban írt könyveit kiadták ugyan ekkor már Németországban is, de kevesen vásárolták és még kevesebben olvasták. Nem az expresszionista, többsíkú, rohanó, zaklatott stílus tudott támaszt nyújtani az embereknek a háború megannyi szörnyűsége után. 1953-ban Döblin újra Párizsba költözött. Régi barátjának Theodor Heussnak (volt német köztársasági elnök ) címzett levelében írta: „Ich bin in diesem Land, in dem ich und meine Eltern geboren sind, überflüssig” (Ebben az országban, ahol én és szüleim születtek, fölöslegessé váltam). Súlyos betegen, 1957. június 26-án ott halt meg. Egy évvel korábban jelent meg utolsó regénye „Hamlet oder Die lange Nacht nimmt ein Ende“ (Hamlet avagy A hosszú éjszaka véget ér), de csak az NDK-ban.

## Munkássága
Első regénye Die drei Sprünge des Wang-Iun (Wang-Iun három ugrása) 1915-ben jelent meg. Ezt követte 1918-ban Wadzeks Kampf mit der Dampfturbine (Wadzek harca a gőzturbinával), amelyet többen hasonlítottak Chaplin Modern idők című filmjéhez, illetve vontak párhuzamot a kettő között. A háborút követő márciusi berlini küzdelmek ihlették későbbi nagy formátumú regényét November 1918 címmel. Ezután 1920-ban jelent meg a Wallensteinről szóló történelmi regénye, majd pedig 1924-ben az utópikus Berge, Meere und Giganten (Hegyek, tengerek, óriások), és végül 1929-ben Berlin, Alexanderplatz.
Türelmetlen igazságkereső volt, olvasta Marxot, Friedrich Nietzschét, Schopenhauert, érdekelte a taoizmus, az indiai miszticizmus, és még sok más minden, kivéve az, hogy szövegei érthetőek-e az olvasóközönség számára. Döblin szerette volna bemutatni a valóságot, de nem akart realista író lenni. A századforduló idején éppen fejüket felütő különféle művészi irányzatok, a futurizmus, a dadaizmus, és a szürrealizmus gyümölcsözően hatottak rá. Esszéket, cikkeket írt, debattált az új és modern művészetekről. Hirtelen haragú volt, beszédei, levelei tanúskodnak igen agresszív vitastílusáról. Az Egyesült Államokban más német emigráns szerzők közvetlen közelében lakott (Thomas Mann, Lion Feuchtwanger, Franz Werfel), de szóba sem állt velük.
A filmért rajongott és nagyon hasznos új médiumnak tartotta. Az 1913-ban írt Berliner Programm poetológiai értekezésében „mozistílusról” (Kinostil) beszél, egy új, következetes, hidegvérű módszert (neue, strenge, kaltblütige Methode) keresett.
„Elég legyen az elbeszélések-slendriánból (Erzählschlendrian) a tisztes Egyszer volt, hol nem volt-történetekből!” [...] „Dichten ist nicht Nägelkauen und Zahnstochern, sondern eine öffentliche Gelegenheit” (Az írás nem körömrágás és fogvájás, hanem nyilvános közügy). Az iszonyatos tempóban növekvő Berlin addig soha nem látott, meg nem élt perspektíváit, lehetőségeit, élethelyzeteit, a nem tapasztalt sebességet, egymásmellettiséget, egyidejűséget kívánta új elbeszélő formába önteni. Ezen útkeresésének lett az eredménye a Berlin Alexanderplatz.

## Magyarul
- Berlin, Alexanderplatz; ford. Braun Soma; Nova, Bp., 1934
- Hamlet avagy A hosszú éjszaka vége; ford. Széll Jenő, versford. Arany János, Rónay György, Szabolcsi Éva, utószó Nagy Péter; Európa, Bp., 1964
- Berlin, Alexanderplatz; ford. Soltész Gáspár, előszó Pók Lajos; Magvető, Bp., 1976 (Világkönyvtár)
- A két arzénes barátnő; ford. Gergely Erzsébet; Magvető, Bp., 1981 (Rakéta Regénytár)